# Centaurea nigrofimbria
Centaurea nigrofimbria — вид квіткових рослин айстрових (Asteraceae). Ареал: Північний Кавказ, Грузія, Вірменія, Туреччина (пн.-сх. Анатолія).

## Середовище
Населяє трав'янисті місцевості.

## Морфологічна характеристика
Це багаторічник 15–45 см заввишки. Стебла висхідні, прості. Листки видовжено-ланцетні, гострі, цілокраї, верхні сидячі, широко розпрямлені. Квіткова голова поодинока, 6 см в поперечнику. Квітки блакитно-фіолетові. Період цвітіння: літо.